# スタッド・デュ・ティヴォリ
スタッド・デュ・ティヴォリ (Stade du Tivoli)は、ベルギー, ワロン地域, エノー州ラ・ルヴィエール(en)にあるスタジアム。ラ・ルヴィエール(en)のホームスタジアムとなっている。

## オープニングゲーム
- ラ・ルヴィエール v シャルルロワ, (4-1) 1972年2月12日

## 入場者数

### 最多入場者数
- 18,000人 ラ・ルヴィエール v シャルルロワ, 1972年2月12日